# Baetodes bibranchius
Baetodes bibranchius är en dagsländeart som beskrevs av Mccafferty och Provonsha 1993. Baetodes bibranchius ingår i släktet Baetodes och familjen ådagsländor. Inga underarter finns listade i Catalogue of Life.